# Câșlița
Câșlița – wieś w Rumunii, w okręgu Tulcza, w gminie Chilia Veche. W 2011 roku pozostawała niezamieszkana.